# 関数の極限
関数の極限（かんすうのきょくげん）とは、ある関数に対して、その変数をある値に限りなく近づける操作、および極限操作によって定まる関数の値である。
極限操作は、記号 lim を用いて表される。例えば関数 f に対して変数 x を c へ近づける極限は以下のように表される：
{\displaystyle \lim _{x\to c}f(x)}

## 変数の収束に伴う関数の挙動
f(x) を実関数とし、c を実数とする。式
{\displaystyle \lim _{x\to c}f(x)=L}
または
{\displaystyle f(x)\rightarrow L\quad (x\rightarrow c)}

f(c) ≠ L となる例

は x の値を c に“十分に近づければ”f(x) の値を L に望む限りいくらでも近づけることができることを意味する。このとき「x を c に近づけたときの f(x) の極限は L である」という。これはイプシロン-デルタ論法により
{\displaystyle {}^{\forall }\varepsilon >0,\;{}^{\exists }\delta >0\;;\;{}^{\forall }x\;{\bigg [}0<|x-c|<\delta \Longrightarrow |f(x)-L|<\varepsilon {\bigg ]}}
という形で厳密に定義される。このとき極限 L は存在するならば、その値は関数 f(x) と点 c から一意に定まる。一方この極限と関数 f(x) の x = c における値は無関係であり、f(c) ≠ L であることもある（右図）。
このことを理解するために次の例を挙げる。
x が 2 に近づくときの {\displaystyle f(x)={\frac {x}{x^{2}+1}}} の値を考える。この場合、f(x) は x が 2 のときに定義されており、値は 0.4 である。
- {\displaystyle f(1.9)=0.4121}
- {\displaystyle f(1.99)=0.4012}
- {\displaystyle f(1.999)=0.4001}

x が 2 に近づくにつれて f(x) が 0.4 に近づいていく。したがって、 {\displaystyle \lim _{x\to 2}f(x)=0.4} である。このように {\displaystyle f(c)=\lim _{x\to c}f(x)} であるとき、f(x) は x = c で連続であるという。しかし、このようなことが常に成り立つとは限らない。 
例として、
{\displaystyle g(x)={\begin{cases}{\frac {x}{x^{2}+1}},&{\mbox{if }}x\neq 2\\0,&{\mbox{if }}x=2\end{cases}}}
を考える。x が 2 に近づくときの g(x) の極限は 0.4 であるが、{\displaystyle \lim _{x\to 2}g(x)\neq g(2)} である。故に g(x) は x = 2 で連続でない。
また、x→ c のとき、f(x) の値が限りなく大きくなることを、「x が c に限りなく近づくとき関数 f(x) は正の無限大に発散する」といい、
{\displaystyle \lim _{x\to c}f(x)=\infty }
または
{\displaystyle f(x)\to \infty \quad (x\to c)}
と表す。このことは次のように厳密に定義される。
{\displaystyle {}^{\forall }K>0,\;{}^{\exists }\delta >0\;;\;{}^{\forall }x\;{\bigg [}0<|x-c|<\delta \Longrightarrow f(x)>K{\bigg ]}}
逆に、x→ c のとき、f(x) の値が限りなく小さくなることを、「x が c に限りなく近づくとき関数 f(x) は負の無限大に発散する」といい、
{\displaystyle \lim _{x\to c}f(x)=-\infty }
または
{\displaystyle f(x)\to -\infty \quad (x\to c)}
と表す。これは次のように厳密に定義される。
{\displaystyle {}^{\forall }K<0,\;{}^{\exists }\delta >0\;;\;{}^{\forall }x\;{\bigg [}0<|x-c|<\delta \Longrightarrow f(x)<K{\bigg ]}}
連続な実関数 f(x) が x → c とする極限において発散するならば、f(x) は x = c において定義できない。なぜなら、定義されていたとすると x = c は不連続点となるからである。

## 無限遠点における挙動
x がある有限の値に近づくときだけでなく、x が正か負の無限に近づくときの関数の極限を定義することもできる。
ある無限区間 (a, ∞) で定義される関数 f(x) において、x が限りなく大きくなると関数 f(x) の値がある値 L に近づくとき、「x が限りなく大きくなるとき f(x) は L に収束する」といい、
{\displaystyle \lim _{x\to \infty }f(x)=L}
または
{\displaystyle f(x)\rightarrow L\quad (x\rightarrow \infty )}
と表す。
これは次のように定義される。
{\displaystyle {}^{\forall }\varepsilon >0,\;{}^{\exists }X>0\;;\;{}^{\forall }x\;{\bigg [}x>X\Longrightarrow |f(x)-L|<\varepsilon {\bigg ]}}
例えば、{\displaystyle f(x)={\frac {2x}{x+1}}} を考える。
- {\displaystyle f(100)=1.9802}
- {\displaystyle f(1000)=1.9980}
- {\displaystyle f(10000)=1.9998}

x が十分大きくなるにつれて、f(x) は 2 に近づく。このとき、{\displaystyle \lim _{x\to \infty }f(x)=2} と表す。
また、ある無限区間 (−∞, a) で定義される関数 f(x) において、x が限りなく小さくなると関数 f(x) の値がある値 L に近づくとき、「x が限りなく小さくなるとき f(x) は L に収束する」といい、
{\displaystyle \lim _{x\to -\infty }f(x)=L}
または
{\displaystyle f(x)\rightarrow L\quad (x\rightarrow -\infty )}
と表す。
これは次のように定義される。
{\displaystyle {}^{\forall }\varepsilon >0,\;{}^{\exists }X<0\;;\;{}^{\forall }x\;{\bigg [}x<X\Longrightarrow |f(x)-L|<\varepsilon {\bigg ]}}
関数の無限における極限においても、関数の発散を考えることができる。
ある無限区間 (a, ∞) で定義される関数 f(x) において、x が限りなく大きくなると関数 f(x) の値も限りなく大きくなるとき、「x が限りなく大きくなるとき f(x) は正の無限大に発散する」といい、
{\displaystyle \lim _{x\to \infty }f(x)=\infty }
または
{\displaystyle f(x)\rightarrow \infty \quad (x\rightarrow \infty )}
と表す。
これは次のように定義される。
{\displaystyle {}^{\forall }K>0,\;{}^{\exists }X>0\;;\;{}^{\forall }x\;{\bigg [}x>X\Longrightarrow f(x)>K{\bigg ]}}
また、ある無限区間 (−∞, a) で定義される関数 f(x) において、x が限りなく小さくなると関数 f(x) の値が限りなく大きくなるとき、「x が限りなく小さくなるとき f(x) は正の無限大に発散する」といい、
{\displaystyle \lim _{x\to -\infty }f(x)=\infty }
または
{\displaystyle f(x)\rightarrow \infty \quad (x\rightarrow -\infty )}
と表す。
これは次のように定義される。
{\displaystyle {}^{\forall }K>0,\;{}^{\exists }X<0\;;\;{}^{\forall }x\;{\bigg [}x<X\Longrightarrow f(x)>K{\bigg ]}}
同様に、x → ∞ や x → −∞ における負の無限大への発散を定義することができる。
x → ∞ や x → −∞ において、関数 f(x) が収束もせず、また正の無限大にも負の無限大にも発散しない場合、その関数は数列と同様に振動するという。